# Trigonophorus ligularis
Trigonophorus ligularis is een keversoort uit de familie bladsprietkevers (Scarabaeidae). De wetenschappelijke naam van de soort werd voor het eerst geldig gepubliceerd in 1995 door Ma.